# Flavobacterium xueshanense
Flavobacterium xueshanense ist eine Art von Bakterien. Isoliert wurde das Bakterien im geschmolzenen Eis eines Gletschers im  Uigurischen Autonomen Gebiet Xinjiang in China (als „China No.1 glacier“ bezeichnet).

## Merkmale
Die Art Flavobacterium xueshanense ist Gram-negativ. Sporen werden nicht gebildet.
Die Zellen sind stäbchenförmig, die Länge und Breite liegen im Bereich von ca. 0,32 – 0,38 und 1,04 – 2,08 µm. Es ist psychrophil, Wachstum erfolgt, wie aufgrund des Fundortes im Eis eines Gletschers zu erwarten ist, bei den relativ niedrigen Temperaturen von 2–18 °C, das Optimum ist 14 °C. Es werden pH-Werte von 6,0 – 9,0 toleriert, optimales Wachstum findet bei pH 7,0 statt. Es werden 0 – 0,5  Natriumchlorid (NaCl) toleriert. Der Katalase- und der Oxidase-Test verlaufen positiv. Nitrat wird nicht reduziert. Flagellen sind nicht vorhanden, auch eine "gleitende Bewegung" (englisch gliding motility) tritt nicht auf. Diese Bewegungsart ist ein Merkmale vieler anderer Arten der Gattung Flavobacterium. Das Pigment Flexirubin wird, im Gegensatz zu vielen anderen Arten der Gattung, von dem Bakterium nicht gebildet. Auch der Indol-Test verläuft negativ. Der GC-Gehalt in der DNA liegt bei 37,2 %.

## Systematik
Flavobacterium xueshanense zählt zu der Familie der Flavobacteriaceae, welche wiederum zu der Abterilung Bacteroidetes gestellt wird. Beschrieben wurde es von Kun Dong, Hongcan Liu, Jianli Zhang, Yuguang Zhou und Yuhua Xin im Jahre 2012.

## Etymologie
Der Gattungsname Flavobacterium beruht auf dem lateinischen Wort "Bacterium" (Bakterie) und auf dem ebenfalls lateinischen Wort "flavus", welches Gelb bedeutet. Letzteres bezieht sich auf die Farben der Kolonien, welche von relativ bleich bis zu stark ausgeprägten Gelb / Orange reichen. Die Kolonien von F. xueshanense zeigen eine gelbe Farbe. Der Artname F. xueshanense bezieht sich auf den Fundort des Bakteriums.